# Шеремет, Анатолий Данилович
Анатолий Данилович Шеремет (2 сентября 1929, Головлинка, Тульская область — 5 января 2020, Москва) — советский и российский экономист, заслуженный профессор МГУ имени М.В. Ломоносова, заслуженный деятель науки РСФСР, создатель научной школы комплексного экономического анализа.

## Биография
Анатолий Данилович родился 2 сентября 1929 года в деревне Головлинка Иваньковского района Тульской области.
В 1947 году поступил в МГУ и окончил с красным дипломом экономический факультет МГУ в 1952 году, защитил кандидатскую диссертацию на тему «Оборотные средства станкостроительной промышленности СССР и их использование» в 1955 году. После успешной защиты докторской диссертации на тему «Теория и практика комплексного экономического анализа работы промышленных предприятий» был удостоен докторской степени в 1971 году.
Свою преподавательскую деятельность начал в должности старшего преподавателя в 1955 году, в 1960 году стал доцентом кафедры, заместителем декана по научной работе экономического факультета в 1963—1965 годах. В 1972 году Анатолий Данилович возглавил кафедру учета, анализа и аудита МГУ после ухода своего учителя — основателя кафедры профессора Сергея Кузьмича Татура. Бессменно руководил кафедрой в течение 40 лет в 1972—2012 годах. В должности профессора был в 1973—2020 годах. Звание профессора был удостоен в 1974 году. В 2012—2020 годах являлся научным руководителем кафедры, председателем диссертационного совета по защите докторских и кандидатских диссертаций по специальности «Бухгалтерский учет, статистика». Был руководителем более 60 кандидатских диссертаций, консультантом успешно защищенных 27 докторских диссертаций
В 1989 году стал основателем Ассоциации бухгалтеров СССР, которая была преобразована в Ассоциацию бухгалтеров и аудиторов «Содружество», а позже в СРО аудиторов Ассоциацию «Содружество». В 1991 году стал основателем Центра бухгалтеров и аудиторов МГУ имени М.В. Ломоносова, который был преобразован в Учебно-методический центр Шеремета А.Д. по обучению и переподготовке профессиональных бухгалтеров и аудиторов.
Являлся членом рабочего органа Совета по аудиторской деятельности, членом сената Вольного экономического общества России, председателем редакционного совета журнала «Аудит», членом редакционной коллегии журналов «Экономический анализ» и «Аудит и финансовый анализ», заместителем председателя экспертного совета ВАК СССР в 1975—1983 годах, заместителем сопредседателей экспертного Комитета при ЦБ РФ по банковскому аудиту, вице-президентом Гильдии Финансистов, членом совета директоров Национального фонда подготовки финансовых и управленческих кадров, заместителем председателя, членом совета учебно-методического объединения при Финансовом университете при Правительстве РФ. Был почётным доктором Тартуского университета, почётным профессором Ташкентского государственного экономического университета, Алма-Атинской академии экономики и статистики, почётным академиком Международной академии экономики и финансов (Казахстан), действительным членом Международной академии менеджмента, Международной экономической академии Евразии, Академии экономических наук Украины, сертифицированным бухгалтером Международной ассоциации бухгалтеров, почётным членом Института профессиональных бухгалтеров и аудиторов России, Палаты Аудиторов Азербайджанской республики, членом Международной ассоциации бухгалтерского образования и научных разработок, Европейской ассоциации бухгалтеров (EAA), Евразийской региональной группы бухгалтеров и аудиторов (ЕРГБА).  
Анатолий Данилович скончался 5 января 2020 года.

## Награды
За свою деятельность был неоднократно награждён:
- 1964 — грамота Ломоносовских чтений МГУ;
- 1970 — медаль «За доблестный труд»;
- 1978 — лауреат Ломоносовской премии II степени «за научную деятельность» («за цикл работ, посвящённых теоретической разработке методологии и современных методов комплексного экономического анализа хозяйственной деятельности промышленных предприятий и объединений и внедрение их в народное хозяйство в 1968–1978 гг.»).
- 1978, 1982 — почётные грамоты ВАК СССР «за особые заслуги в работе по аттестации научных и научно-педагогических кадров»;
- 1979 — нагрудной знак Минвуза СССР «За отличные успехи в работе»;
- 1979 — бронзовая медаль ВДНХ;
- 1980 — серебряная медаль ВДНХ;
- 1980 — заслуженный деятель науки РСФСР;
- 1986 — медаль «Ветеран труда»;
- 1987 — знак «Ударник 11-й пятилетки»;
- 1994 — заслуженный профессор МГУ;
- 1994 — лауреат Ломоносовской премии «за педагогическую деятельность»;
- 1997 — медаль «В память 850-летия Москвы»;
- 1998 — заслуженный экономист Российской Федерации;
- 1999 — благодарность президента Российской Федерации «за большой вклад в реализацию Правительственной программы по реформированию бухгалтерского учета в Российской Федерации»;
- 2000, 2001 — благодарность председателя Государственной Думы РФ;
- 2001 — знак «Почётный работник высшего профессионального образования Российской Федерации»;
- 2003 — благодарность министра финансов РФ;
- 2005 — медаль ордена «За заслуги перед Отечеством» II степени;
- 2018 — почётная грамота Президента Российской Федерации;
- имеет правительственные награды Узбекистана, Казахстана и Вьетнама (медаль Дружбы (Вьетнам), почетный гражданин г. Хошимина).